# Víctor Erice
Víctor Erice (Carranza, Vizcaya, 30 de junho de 1940) é um cineasta espanhol, autor de alguns filmes muito apreciados pelos cinéfilos de todo o mundo.

## Filmografia

### Curtas-metragens
- 1961 - En la Terraza
- 1962 - Páginas de un Diario
- 1963 - Los días Perdidos
- 1966 - Entre Vías

### Longas-metragens
- 1973 - El espíritu de la colmena  (pt: O espírito da colmeia)
- 1983 - El Sur
- 1992 - El sol del membrillo (pt: O sol do marmeleiro)